# Stara Plošćica
Stara Plošćica falu Horvátországban Belovár-Bilogora megyében. Közigazgatásilag Ivanskához tartozik.

## Fekvése
Belovártól légvonalban 16, közúton 19 km-re délre, községközpontjától 7 km-re délkeletre, Srijedska és Nova Ploščica között a Csázma bal partján fekszik.

## Története
Stara Plošćica területén a középkorban két vár is állott. A régebbi vár maradványa, melyet a nép Gredának nevez a falu templomától mintegy 500 méterre, a Dugačka gaj nevű erdő nyugati szélén, egy csatorna partján található. A legrégibb forrás 1250-ben említi, amikor birtokosa Garicsi Diána volt. Az ő fiától itteni birtokaival együtt 1263-ban vásárolta meg Ruh ispán. 1288-ban már a Héder nembeli Kőszegi Iván nádor volt a birtokosa, aki ebben az évben Kőszegi Miklós bán egervári birtokaira cserélte el. 1317-ben a király szolgálatában álló Babonics András foglalta el a hűtlen birtokostól, valószínűleg ekkor pusztult el, mert többé nem említik.
A másik vár, melyet ma Grčinának neveznek Polosnicha néven 1300 körül tűnik fel. A Česma és mellékvize a Sredska-patak közötti mocsaras területen állt, a mai templomtól mintegy 700 méterre. Ekkortól a falu is mind gyakrabban, a „Polosnicha” név alatt tűnik fel. 1316-ban Károly Róbert király hűséges emberének, Babonics Ivánnak adta. Pusztulásának körülményei nem ismertek. A térséget a 16. század közepén foglalta el a török. A lakosság elmenekült vagy fogságba esett. Ezt követően több évtizedig lakatlan volt.
A falut a török kiűzése után a 17. század közepén katolikus horvát lakossággal telepítették be. Régi templomáról kevés adat maradt fenn. A templomot az 1704-es egyházi vizitáció során Petar Pocz kalniki főesperes említi először, tehát feltehetően nem sokkal korábban épült. A templomnak három oltára és körülötte temető volt. 1774-ben az első katonai felmérés térképén „Dorf Alt Ploschitza” néven szerepel. A Horvát határőrvidék részeként a Kőrösi ezredhez tartozott. Lipszky János 1808-ban Budán kiadott repertóriumában „Sztara Ploschicza” a neve.  
Nagy Lajos 1829-ben kiadott művében „Sztata Ploscicza” néven 70 házzal, 352 katolikus lakossal találjuk. A település 1809 és 1813 között francia uralom alatt állt. A régi templom 1825-re olyan rossz állapotba került, hogy lebontását határozták el. A helyén 1844-re épült fel a mai plébániatemplom, felszentelése az év október 27-én történt.
A katonai közigazgatás megszüntetése után Magyar Királyságon belül Horvát–Szlavónország része, Belovár-Kőrös vármegye Garešnicai járásának része lett. A településnek 1857-ben 440, 1910-ben 585 lakosa volt. Lakói mezőgazdaságból, állattartásból éltek. 1918-ban az új szerb-horvát-szlovén állam, majd később Jugoszlávia része lett. 1941 és 1945 között a németbarát Független Horvát Államhoz, majd a háború után a szocialista Jugoszláviához tartozott. A háború után a fiatalok elvándorlása miatt lakossága folyamatosan csökkent. 1991-től a független Horvátország része. 1991-ben csaknem teljes lakossága horvát nemzetiségű volt. A délszláv háború idején mindvégig horvát kézen maradt. 1993 óta az önálló Ivanska község része, azelőtt Csázma községhez tartozott. 2011-ben a településnek 258 lakosa volt.

## Lakossága
| Lakosság változása | Lakosság változása | Lakosság változása | Lakosság változása | Lakosság változása | Lakosság változása | Lakosság változása | Lakosság változása | Lakosság változása | Lakosság változása | Lakosság változása | Lakosság változása | Lakosság változása | Lakosság változása | Lakosság változása | Lakosság változása |
| ------------------ | ------------------ | ------------------ | ------------------ | ------------------ | ------------------ | ------------------ | ------------------ | ------------------ | ------------------ | ------------------ | ------------------ | ------------------ | ------------------ | ------------------ | ------------------ |
| 1857               | 1869               | 1880               | 1890               | 1900               | 1910               | 1921               | 1931               | 1948               | 1953               | 1961               | 1971               | 1981               | 1991               | 2001               | 2011               |
| 440                | 421                | 427                | 523                | 602                | 585                | 561                | 554                | 546                | 552                | 528                | 461                | 405                | 373                | 326                | 258                |

## Nevezetességei
- A Háromkirályok tiszteletére szentelt római katolikus plébániatemploma[6] a falu közepén, a főút keleti oldalán áll. Az 1844-ben épített templom egyhajós, klasszicista stílusú, kelet-nyugati tájolású félköríves apszissal. A szentély keletre, a főhomlokzat nyugatra néz. Belső terét 1939-ben rendezték. a főoltár felett az apszisban az oltárkép Krisztus születését és a három királyok imádását ábrázolja. A szentély diadalívén angyalok tartják a „Slava Bogu na visini” (Dicsőség a magasságban Istennek) feliratot. A kórus falán a horvát címer és babérkoszorúval övezett kehely látható. A berendezés késő barokk része az 1834-ig ugyanezen a helyen állt régi templomból származik. A templomnak négy oltára van. A szentélyben álló főoltáron Háromkirályok képe (Bécs, 1871) mellett két nagyméretű (Jézus és Mária szíve) és két kisebb (Szent Ágoston és Szent Ambrus) szobor látható két angyallal. A bal oldalon a Szent Anna, a jobb oldalon a Szent Péter és Pál oltár található. Az oltárképeket 1854-ben Itáliában vásárolták. A főoltár képén kívül a templomban még egy Háromkirályok kép is látható a hajó jobb oldalán, ezt 1847-ben vásárolták Bécsben. A diadalív jobb oldalán 18. századi gyóntatószék áll. A kóruson található a négy regiszteres orgona, mely Heferer mester zágrábi műhelyében készült 1896-ban. A harangtoronyban két harang található. A tetőzetet 1970-71-ben bádoggal fedték. Az épületet az 1980-as években kívül-belül megújították.
- A maradványok alapján Greda vára kör, vagy ellipszis alaprajzú volt. Ennek közepén egy 30 méteres élhosszúságú, négyszög alakú magaslat látszik, mely egy belső sánccal volt körülvéve. Ezt egy mesterséges árok választja el az ellipszis alakú külső sánctól. A várhely délnyugati és nyugati oldalán egy harmadik sánc maradványai figyelhetők meg.
- Grčina várából mára egy mintegy 10 méter magas halom és némi falmaradvány látszik. A maga stílusjellegzetességeivel, teljes mértékben a többi, 14. és 15. századi, kör alakú várakra hasonlít.